# Salbitzer Bach
Der Salbitzer Bach ist ein Fließgewässer in der sächsischen Gemeinde Naundorf im Landkreis Nordsachsen.
Der linke Nebenfluss der Jahna hat seine Quelle südwestlich von Salbitz, einem Ortsteil von Naundorf. Von dort fließt er in östlicher Richtung parallel zur B 169 durch Salbitz. Er mündet am westlichen Ortsrand von Hof (Naundorf) in die Jahna.